# Catedral de Santiago (Innsbruck)
La Catedral de Santiago o simplemente Catedral de Innsbruck (en alemán: Dom zu St. Jakob) es una catedral barroca del siglo XVIII que depende de la diócesis de Innsbruck, en la ciudad de Innsbruck, Austria, dedicada al apóstol Santiago, hijo de Zebedeo. Sobre la base de los diseños del arquitecto Johann Jakob Herkomer, la catedral fue construida entre 1717 y 1724 en el sitio de una iglesia románica del siglo XII. El interior está encerrado por tres bóvedas en forma de cúpula que abarca la nave y una cúpula por encima la capilla mayor. Con un gran interior barroco, ejecutado en parte por los hermanos Asam, Santiago es considerado uno de los edificios barrocos más importantes en el Tirol austríaco.
La Catedral de Innsbruck es notable por dos tesoros importantes. La pintura de María Hilf (María del Socorro) de Lucas Cranach el Viejo de c. 1530 que se muestra en el altar mayor. Se considera entre las imágenes marianas más veneradas de la cristiandad. La catedral también contiene en la nave norte la tumba con dosel del archiduque Maximiliano III de Austria, Gran Maestro de la Orden Teutónica, que data de 1620. La catedral sufrió graves daños durante la Segunda Guerra Mundial, pero fue completamente restaurada en unos pocos años.

## Véase también

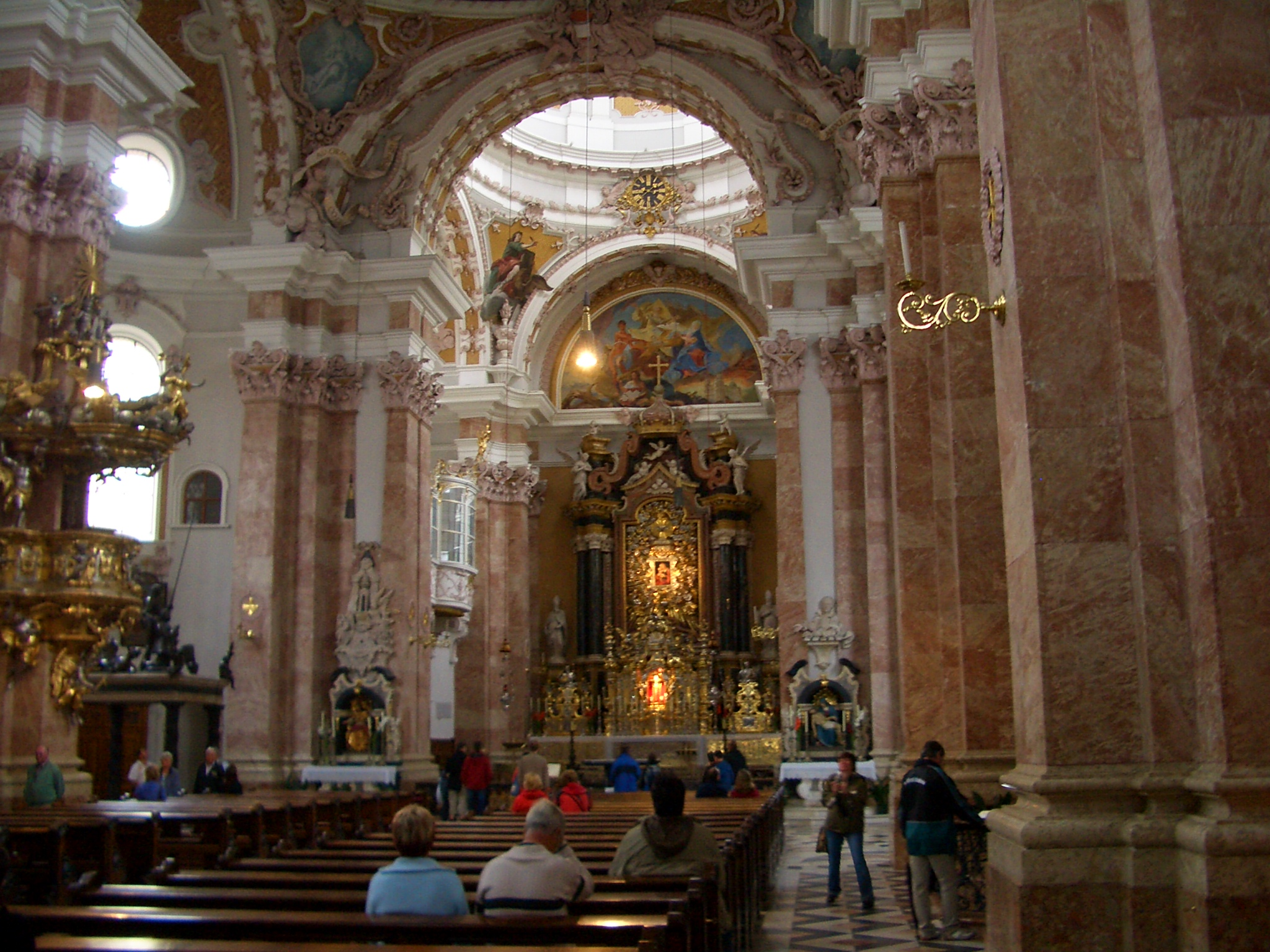
Vista interna